# Stanisława Przybyszewska
Stanisława Przybyszewska, nata Stanisława Pająk (Cracovia, 1º ottobre 1901 – Danzica, 15 agosto 1935), è stata una drammaturga polacca.

## Biografia

### I primi anni
Stanisława era figlia illegittima del drammaturgo e scrittore polacco Stanisław Przybyszewski che l'abbandonò subito dopo la nascita, continuando una vita gaudente divisa tra amanti e ambienti culturali bohémien. La bambina crebbe con la madre Aniela Pająk, una pittrice impressionista cui fu legata da un forte affetto che controbilanciava l'ostilità nei confronti del padre. Passò l'infanzia tra Cracovia e L'vov, allora parte della Galizia polacca occupata dagli Austriaci. Attorno a lei e alla madre gravitavano i commenti taglienti della gente, e così la donna decise di portare la figlia nell'Europa occidentale, dove morì prematuramente nel 1912.
La ragazza, undicenne, passò un'adolescenza nomade, affidata prima ad amici di famiglia, a Zurigo, e poi alla zia materna Helena Barlińska, che abitava allora a Vienna. Durante la Grande Guerra fu costretta a un nuovo spostamento, portata a Cracovia da zia e consorte. Nella città natale la Przybyszewska, che aveva ricevuto una buona formazione culturale, frequentò una scuola per l'insegnamento così da poter intraprendere una carriera nell'ambito dell'educazione.

### L'approdo alla letteratura

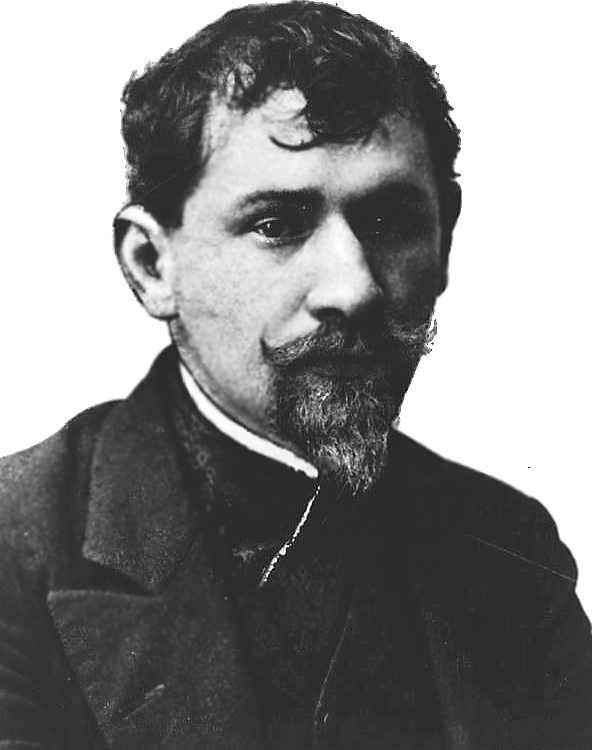
Stanisław Przybyszewski

Dopo la fine del conflitto, il padre della giovane venne a stabilirsi in Polonia. I due cominciarono a vedersi con una certa regolarità, anche se la gelosia della nuova moglie di Prszybyszewski, recentemente convolato a seconde nozze, imponeva loro di ricorrere spesso ad incontri furtivi negli atrii degli alberghi. L'uomo scopriva infine di avere una figlia, e le sue qualità fisiche e intellettuali dovettero ispirargli una passione incentuosa, come si evince dalle sue lettere. Non è tuttavia noto in quale modo questa attrazione si traducesse sul piano concreto. Di sicuro è in questo periodo che Stanisława fu iniziata dal genitore all'uso della morfina, inaugurando una dipendenza che non l'avrebbe più lasciata.
Assecondando il volere paterno, la donna si trasferì nel 1920 a Poznań, dove Przybyszewski aveva trovato un impiego presso il servizio postale. La stessa Stanisława lavorò brevemente per le poste, ma diede ascolto anche alle proprie esigenze intellettuali, venendo introdotta in ambienti culturali d'avanguardia. Cominciò, inoltre, a seguire i corsi universitari di filosofia, finché dovette abbandonarli a causa di un crollo nervoso.
Nel 1922 cambiò città una volta di più. Fu il turno di Varsavia, dove lavorò in una libreria comunista che ospitava le riunioni illegali del partito locale. La Polonia era appena uscita dalla guerra con i sovietici, e nel paese si assisteva ad una vera e propria "caccia ai bolscevichi". Durante una retata della polizia, la ventunenne Stanisława venne arrestata e rimandata a Poznań. Qui rimase in carcere per una settimana, prima di essere liberata e di poter rientrare a Varsavia.
Negli anni della giovinezza dimostrò interessi poliedrici, imparando tre lingue straniere - l'inglese, il tedesco ed il francese -, dedicandosi alla musica e al disegno, attratta inoltre dalla matematica, dalla medicina e da tutte le scienze umanistiche. Di nuovo a Varsavia, la Przybyszewska insegnò presso una scuola privata e nel 1923 sposò Jan Panieński, artista suo connazionale conosciuto a Poznań. Insieme si stabilirono a Danzica. Panieński vi aveva trovato un posto come insegnante, mentre Stanisława affrontò il suo ultimo viaggio. Danzica, infatti, diventerà la sede dell'estrema e volontaria solitudine che sarà presto il segno esclusivo della sua esistenza.
Il matrimonio durò solo due anni, interrotto dalla morte di Panieński. La tranquillità della vita domestica permise a sua moglie di cominciare a dedicarsi all'attività letteraria. Attratta dalla Rivoluzione francese e in particolare dal personaggio di Robespierre, da lei molto amato, studiò approfonditamente quel periodo storico, concentrando l'attenzione sugli eventi del 1794, che portarono alla morte di Danton, all'intensificazione del Terrore e all'esecuzione di Robespierre. La prima opera teatrale cui lavorò la Prybyszewska racconta proprio la fine dell'Incorruttibile. Il dramma Termidoro (Thermidor) conobbe in questi anni diverse versioni, tutte in tedesco, e rivela l'interesse dell'autrice per l'introspezione psicologica, per un'analisi approfondita dei personaggi rappresentati.

### Una vita in solitudine
La morte del marito, ucciso nel novembre 1925 da un'overdose di morfina mentre si trovava a Parigi, inaugurò per la scrittrice la stagione della solitudine, una condizione verso cui si sentiva naturalmente attratta e che andò progressivamente radicalizzando. Se nei primi tempi della vedovanza si dedicò a lezioni private, infatti, finì presto con l'abbandonarle dedicandosi esclusivamente alla letteratura. Del 1927 è l'abbozzo di un nuovo dramma, 93, miscuglio di storia e finzione: sono le avventure di una ragazza nel giorno dei funerali di Jean-Paul Marat. La componente autobiografica si unisce ancora una volta all'esame della dimensione psicologica, che prende il sopravvento su un contesto storico pur preciso e vicino alla realtà.
La Przybyszewska avrà un atteggiamento analogo anche nella sua terza opera di teatro, L'affare Danton (Sprawa Dantona; noto in italiano anche come Il caso Danton), incentrata sugli ultimi giorni del rivoluzionario Cordigliere. Da questo testo Andrzej Wajda trarrà nel 1983 il film Danton, dopo avere diretto il dramma teatrale a Varsavia nel 1975 e a Danzica nel 1980.